# NGC 3009
NGC 3009 è una galassia a spirale con vaste aree di formazione stellare di tipo Hubble Sc nella costellazione dell'Orsa Maggiore nel cielo stellato del nord. Si stima che si trovi a 204 milioni di anni luce dalla Via Lattea e abbia un diametro di circa 50.000 anni luce.
Nella stessa area celeste si trovano, tra le altre, le galassie NGC 3005, NGC 3006, NGC 3008, NGC 3010.

## Scoperta
La galassia è stata scoperta il 17 marzo 1828 dall'astronomo britannico John Herschel. Tutte le fonti consultate identificano NGC 3009 per la galassia PGC 28303, ad eccezione del professor Courtney Seligman, che afferma di essere la galassia PGC 28330 (vedi NGC 3010).